# ستيف ميتشل (كرة سلة)
ستيف ميتشل (بالإنجليزية: Steve Mitchell)‏ مواليد 2 يوليو 1964 في ممفيس، هو لاعب كرة سلة أمريكي سابق. تم اختياره من قبل فريق واشنطن ويزاردز خلال الدرافت. يبلغ طوله 6 قدم 5 بوصة (2.0 م). حقق المركز الثاني في الألعاب الجامعية الصيفية 1985.

## الميداليات
| الميدالية | المسابقة                      |
| --------- | ----------------------------- |
| فضية      | الألعاب الجامعية الصيفية 1985 |

## روابط خارجية
- ستيف ميتشيل على موقع سبورتس رفرنس (الإنجليزية)
- ستيف ميتشيل على موقع كلية كرة السلة في سبورتس رفرنس.كوم (الإنجليزية)
- ستيف ميتشيل على موقع ريلجم (الإنجليزية)